# Saudrune
Pour les articles homonymes, voir Ruisseau de la Saudrune.
La Saudrune (Attention ne pas confondre avec le Ruisseau de la Saudrune affluent de la Garonne), est une  rivière du sud de la France dans le département Haute-Garonne dans la région Occitanie et un sous-affluent de la Garonne par le Touch.

## Géographie
D'une longueur de 16,3 km
Elle prend sa source sur la commune de Beaufort, et se jette dans le Touch à Saint-Lys

## Département communes traversées
Dans le seul département de Haute-Garonne, la Saudrune traverse six communes : Sabonnères, Beaufort, Cambernard, Saint-Clar-de-Rivière, Sainte-Foy-de-Peyrolières, Saint-Lys.

## Hydrologie
La Saudrune traverse une seule zone hydrographique La Saudrune (O204) de 70 km2

### Affluents
La Saudrune a 8 affluents référencés dont les principaux sont :
- Le Ruisseau de Bragayrac ou Ruisseau des Secs : 10,2 km
- Le Ruisseau du Montant ou Riou Petit : 10,1 km
- Le Ruisseau de l'espérès : 6,2 km
- Le Ruisseau du Ninet : 4,7 km